# Titaÿna
Élisabeth Sauvy (Villeneuve-de-la-Raho, 22 de noviembre de 1897 - San Francisco, 13 de octubre de 1966), conocida por el seudónimo de Titaÿna, fue una periodista y reportera, escritora y realizadora de documentales francesa. Es una de las pocas mujeres francesas que alcanzó el estatus de reportera  en los "locos años veinte". Viajó por el mundo de 1925 a 1939, y escribió sobre sus experiencias, textos que se situaban a mitad de camino entre lo novelesco y lo etnográfico. Además de la escritura utilizó la fotografía y el vídeo...."La película me parece el único medio de expresión de lo que yo más amo en el mundo: el viaje" dijo sobre su pasión por la fotografía y el cine. Pionera del documental, destacó el cortometraje Indiens, nos frères (1932).
Durante la Segunda Guerra Mundial, sostuvo posiciones colaboracionistas y antisemitas, lo que le valió una condena de indignidad nacional durante la Liberación.

## Biografía
Élisabeth Sauvy nació el 22 de noviembre de 1897 en Villeneuve-de-la-Raho. Era la mayor de cinco hermanos. Es hermana del economista y estadista francés Alfred Sauvy. Su padre es Louis Cyprien André Marie Sauvy, murió en la guerra en 1918 y su madre Jeanne Albanie Cécile Tisseyre (1874-1962). Originaria del Rosellón, las leyendas catalanas le inspiraron el apodo de Titaÿna. Escribió un primer relato que apareció en el diario La Victoire .
Se casó, se divorció rápidamente y, para ganarse la vida, se convirtió en dama de compañía de la princesa japonesa Fusako Kitashirakawa durante su estancia en París. Resultó herida en un grave accidente automovilístico que le costó la vida al Príncipe Naruhisa, pero después del cual recibió una importante compensación que le permitió viajar por el mundo para sus reportajes.
Feminista temprana, rebelde y socialité, lleva el pelo corto al estilo "garçone" y es la portavoz de todas aquellas que exigen respeto y libertad. Periodista y reportera principal de la revista Vu, Voilà, L'Intransigeant y Paris-Soir, escribe la historia del mundo y realizó entrevistas a Mustafa Kemal, Abd-el-Krim. Mussolini, Hitler, Primo de Rivera y al bandido corso Romanetti, líder de los maquis corsos. También formó equipo con Édouard Helsey  y fue admirada por grandes nombres del periodismo como Pierre Mac Orlan o Henri Béraud, hasta el punto de que en su biografía Benoît Heimermann la apodó “la Reina de todo París».
También era una aventurera y una apasionada de la aviación, siendo ella misma piloto desde 1926 para ir más rápido en sus viajes. A su regreso de Estambul, su avión se incendió y cayó sobre la frontera turco-búlgara. Cruzó, a pie y sin provisiones el desierto de Tracia oriental. Inauguró la línea aérea Antibes-Túnez, cubrió la guerra del Rif en Marruecos, escapó de un nuevo accidente aéreo durante las pruebas en el Jura, más tarde viajó por los Mares del Sur, Tahití, las Islas Fiji, las Nuevas Hébridas, Nueva Caledonia, Australia, Japón, China e Indochina. Sus hazañas fueron publicadas en L'Intransigeant en 1928. Retomó viaje a Rusia, Irán, Irak y Siria publicando para Le Petit Parisien 

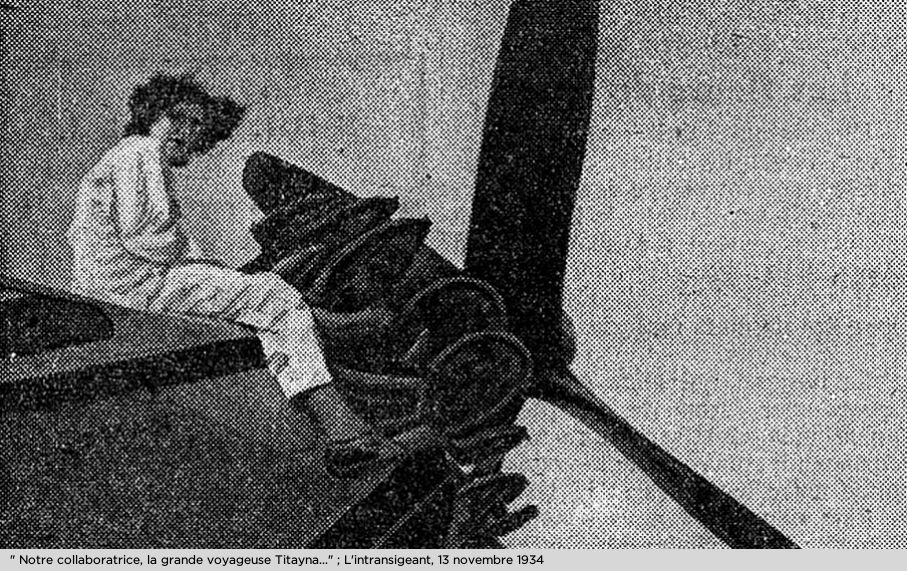
Fotografía de Titayna publicada en 1934 por L'Intransigeant

A pesar de esta vida frenética de viajes en avión y aventuras, también escribió novelas y dirigió documentales de éxito. Sus historias de grandes reportajes y aventuras a menudo se comparan con las de Albert Londres, Joseph Kessel y Blaise Cendrars. Es autora de numerosos trabajos de viajes y exploración y fue desde diciembre de 1928 hasta octubre de 1929 directora de la revista Jazz, de la que Carlo Rim era entonces redactor jefe.
En 1929 se volvió a casar con un médico y viajó por Estados Unidos y México, en Yucatán, donde realizó el documental, Indiens, mes frères (Indios, mis hermanos).,  En 1931 dirigió Promenade en Chine  con Roger Lugeon en ambas producciones.
En 1933 trae una impresionante colección de fotografías de un viaje a las Indias Orientales Holandesas.
En 1935 entrevistó a Mussolini para Paris-Soir, y en 1936 a Hitler.
Durante los años siguientes, siguió produciendo un gran número de reportajes ilustrados para Voilà et Vu.
Dejó París en 1941 hacia la Costa Azul, donde comenzó a traducir la versión alemana de la novela del autor estonio A. h. Tammsaare , La tierra del ladrón, que le confió su amigo editor Pierre Trémois . Se interesó por este texto y se dedicó por completo a él, hasta el punto de enviárselo a Jean Giono para pedirle un prefacio que el autor accedió a escribir y en el que elogiaba la calidad literaria y poética de la traducción. “ No conozco el idioma original de la obra. El que utilizó Titaÿna para traducirlo es rico, vivaz, sencillo y exactamente adaptado al tema […]. No sé si queda toda la poesía. Sé que la poesía está ahí ».
Su hermano Pierre Sauvy murió al comienzo de la guerra en Mers El-Kébir, durante el bombardeo de la flota francesa por los ingleses. Por lo tanto, se inclinará por el colaboracionismo y escribirá artículos antisemitas para La France au travail y Les Nouveaux Temps. En 1942, la revista americana Life la incluyó en su lista negra de traidores a la nación, condenados por la resistencia francesa  Acusada durante la Liberación, fue arrestada y encarcelada en Drancy y luego en Fresnes. Se retiró voluntariamente a San Francisco tras la muerte de su marido a finales de diciembre de 1946  Fue allí donde se enteró de su condena a la indignidad nacional de por vida, la confiscación de sus bienes y veinte años de prohibición de viajar. Permanecerá en San Francisco hasta el final de sus días. Allí conoció a Giovanni Scopazzi, un hombre de letras de origen italiano que llegó a Estados Unidos a principios de los años 1920. Trabajaba en la librería más prestigiosa de la ciudad ubicada en Unions Square . Rápidamente se casaron y vivieron juntos hasta 1965. Ese año, cansado de los episodios depresivos de su esposa, entabla una relación adúltera con una joven empleada de una librería. Scopazzi termina dejando a Élisabeth, quien luego se muda a un pequeño estudio. Ella anunció a sus amigos que tenía la intención de volver a la normalidad, pero fue encontrada muerta en su cama el 15 de octubre de 1966 después de 48 horas. Se plantea la posibilidad de suicidio
Su biografía fue escrita por Benoît Heimermann en 1997 y reeditada en 2011 por Arthaud  . Una de sus principales obras, Una mujer entre los cazadores de cabezas, fue reeditada en 2016 (ediciones Marchialy), acompañada de una obra inédita, Mis memorias de reportero, el relato autobiográfico de su vida como aventurera publicado inicialmente en forma de folletón en la revista Vu entre diciembre de 1937 y enero de 1938.

## Publicaciones

### Como autora
- Simplement, Paris, Ernest Flammarion, 1923.
- La bête cabrée, Paris, Aux Éditeurs associés - Les Éditions du Monde moderne, collection "le roman nouveau", 1925 (préface par Pierre Mac-Orlan).
- Mon tour du monde, Paris, Louis Querelle, 1928.
- Voyage autour de ma maîtresse, Paris, Ernest Flammarion, 1928.
- Voyage autour de mon amant, Paris, Ernest Flammarion, 1928.
- Bonjour la Terre, Paris, Louis Querelle, 1929.
- Loin, Paris, Ernest Flammarion, s.d. [1929].
- La Caravane des morts, Paris, Éditions des Portiques, 1930.
- Chez les mangeurs d'homme (Nouvelles-Hébrides), Paris, Éditions Duchartre, collection "Images", 1931 (photographies par A.-P. Antoine et R. Lugeon).
- La Japonaise (frontispice de Louis Touchagues), Paris, Nouvelle société d'édition, collection "Elles" No 5, 1931.
- Nuits chaudes, Paris, Gallimard, collection "Succès", 1932.
- Une femme chez les chasseurs de têtes (Bornéo et Célèbes), Paris, Éditions de la nouvelle revue critique, collection « La Vie d'Aujourd'hui » 1934.
- « Fêtes et coutumes pittoresque à travers le monde ». Rubrique hebdomadaire dans : Jean-Pierre, l'hebdomadaire de la famille, numéro 1, février 1938.
- Les ratés de l'aventure, Paris, Éditions de France, 1938. Éditions Marchialy, 2020.
- Une femme chez les chasseurs de têtes et autres reportages, Paris, Union Générale d’Éditions - 10/18, collection "Grands Reporters" No 1735, 1985 (préface par Francis Lacassin), ISBN 978-2081254251.
- Une femme chez les chasseurs de têtes, suivi de Mes mémoires de reporter (inédit), Paris, Éditions Marchialy, 2016 ISBN 979-10-95582-02-1

### Como traductora
- Ombres d’hommes de Jim Tully (anglais), 1931, Paris, Louis Querelle, collection de la revue "Jazz"
- La Terre du voleur de U. H. Tammsaare (allemand), 1944. Préface Jean Giono.

## Documentales
- Indiens. Nos fréres (1932)
- Tu m'enverras des cartes postales
- Bonjour la terre
- Loin chez les mangeurs d'hommes
- Promenade en Chine (1937)